# Juan de la Cosa
Juan de la Cosa (Santoña, 1460 circa – Yurbacos, 28 febbraio 1510) è stato un navigatore spagnolo.
Pilota e cartografo di Cristoforo Colombo, Amerigo Vespucci, Alonso de Ojeda, Rodrigo de Bastidas e Juan Díaz de Solís, viene ricordato per aver redatto nel 1500 il primo mappamondo che mostra le terre del Nuovo Mondo.

## Viaggi
- 1492: Fu il pilota di Cristoforo Colombo nel primo viaggio del 1492. Era il proprietario della nave Santa María, che fece naufragio durante la spedizione. Per questa perdita ricevette un indennizzo.
- 1493: Partecipò come pilota al secondo viaggio di Colombo. Era al comando della nave Santa Clara.
- 1497: Partecipò al viaggio del 1497 con Amerigo Vespucci. Il comandante di questa spedizione era probabilmente Juan Díaz de Solís. In questo viaggio i tre esploratori toccarono le terre della penisola della Guajira in Colombia, poi individuarono l'attuale lago di Maracaibo; qui Vespucci notò le palafitte incontrate in riva al lago e disse che sembravano una "piccola Venezia", che in spagnolo si pronuncia Venezuela. La spedizione proseguì costeggiando le coste centroamericane e rientrò nel Mare Oceano passando tra l'isola di Cuba e la penisola della Florida.
- 1499: Viaggiò nella spedizione di Alonso de Ojeda e Amerigo Vespucci. Al ritorno da questo viaggio Juan de la Cosa redasse il famoso mappamondo.
- 1501: Viaggiò con Rodrigo de Bastidas e Vasco Núñez de Balboa. In questo viaggio Juan de la Cosa mappò le attuali coste del territorio colombiano dal Cabo de la Vela fino al golfo di Urabá.
- 1504: Juan de la Cosa fu nominato "Aguacil Mayor de Urabá", e viaggiò nuovamente nel golfo di Urabá, salvò la vita al mercante sivigliano Guerra e come ricompensa per le sue esplorazioni ebbe una forte somma (50.000 maravedis); si diresse poi nell'isola di Hispaniola, dove rimase per due anni.
- 1509: Ultimo viaggio di Juan de la Cosa. In una spedizione capeggiata da Alonso de Ojeda, il cantabrico nuovamente fu un abile pilota e cartografo. De Ojeda non seguì i consigli di de la Cosa e volle fondare un avamposto dove attualmente esiste la città di Cartagena. In quel luogo vi erano feroci indigeni e così gli spagnoli furono sorpresi in una imboscata a Yurbacos (l'attuale Turbaco, non lontano da Cartagena de Indias), dove Juan de la Cosa morì.

## Il mappamondo

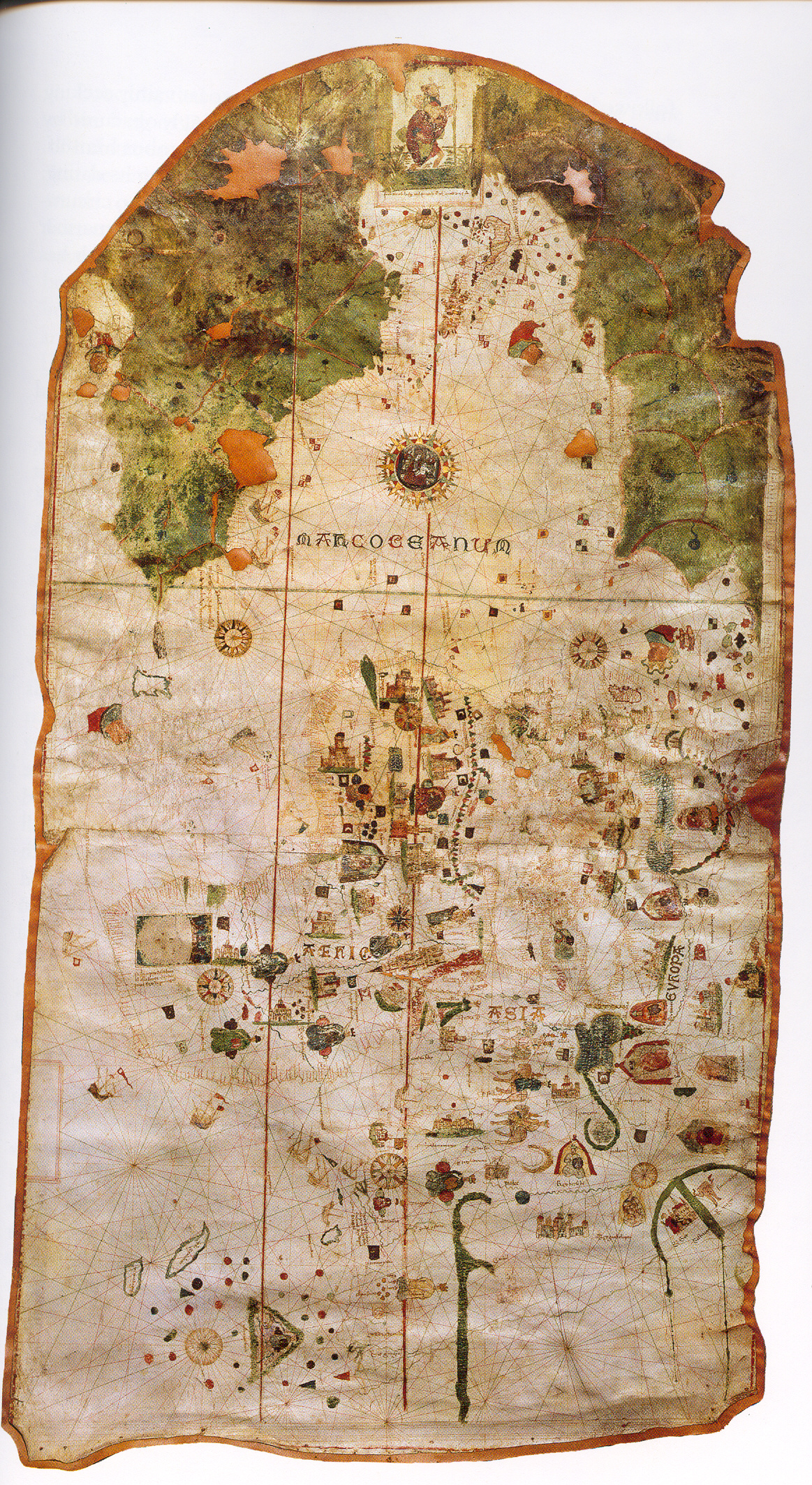
Mappamondo realizzato da Juan de la Cosa nel 1500. Il Nuovo Mondo è rappresentato nella parte superiore (in verde)

Nel giugno del 1500 Juan de la Cosa rientrò a Cadice ed elaborò per i Regnanti di Spagna il primo mappamondo nel quale appaiono le terre americane. 
La mappa fu fatta in modo verticale, ossia l'Occidente corrisponde alla parte superiore e l'Oriente la parte inferiore.
Nella parte superiore appare un'effigie di San Cristoforo, ma può essere anche considerata come un ritratto di Cristoforo Colombo; inoltre compare un'iscrizione che dice: «Juan de la Cosa lo fece nell'anno 1500».